# Linde Material Handling
Die Linde Material Handling GmbH ist der weltweit zweitgrößte Hersteller von Gabelstaplern und Lagertechnikgeräten. Zum Angebot gehören außerdem Intralogistiklösungen wie Flottenmanagement, Automatisierung und Fahrerassistenzsysteme sowie Dienstleistungen rund um die Fahrzeuge. Linde Material Handling ist mit Produktions- und Montagewerken sowie einem globalen Vertriebs- und Servicenetzwerk in mehr als 100 Ländern vertreten.
Das Unternehmen wurde 2006 aus dem Industriegasekonzern Linde ausgegliedert und ist Teil der Kion-Gruppe. Sitz und größter Produktionsstandort befinden sich in Aschaffenburg.

## Geschichte

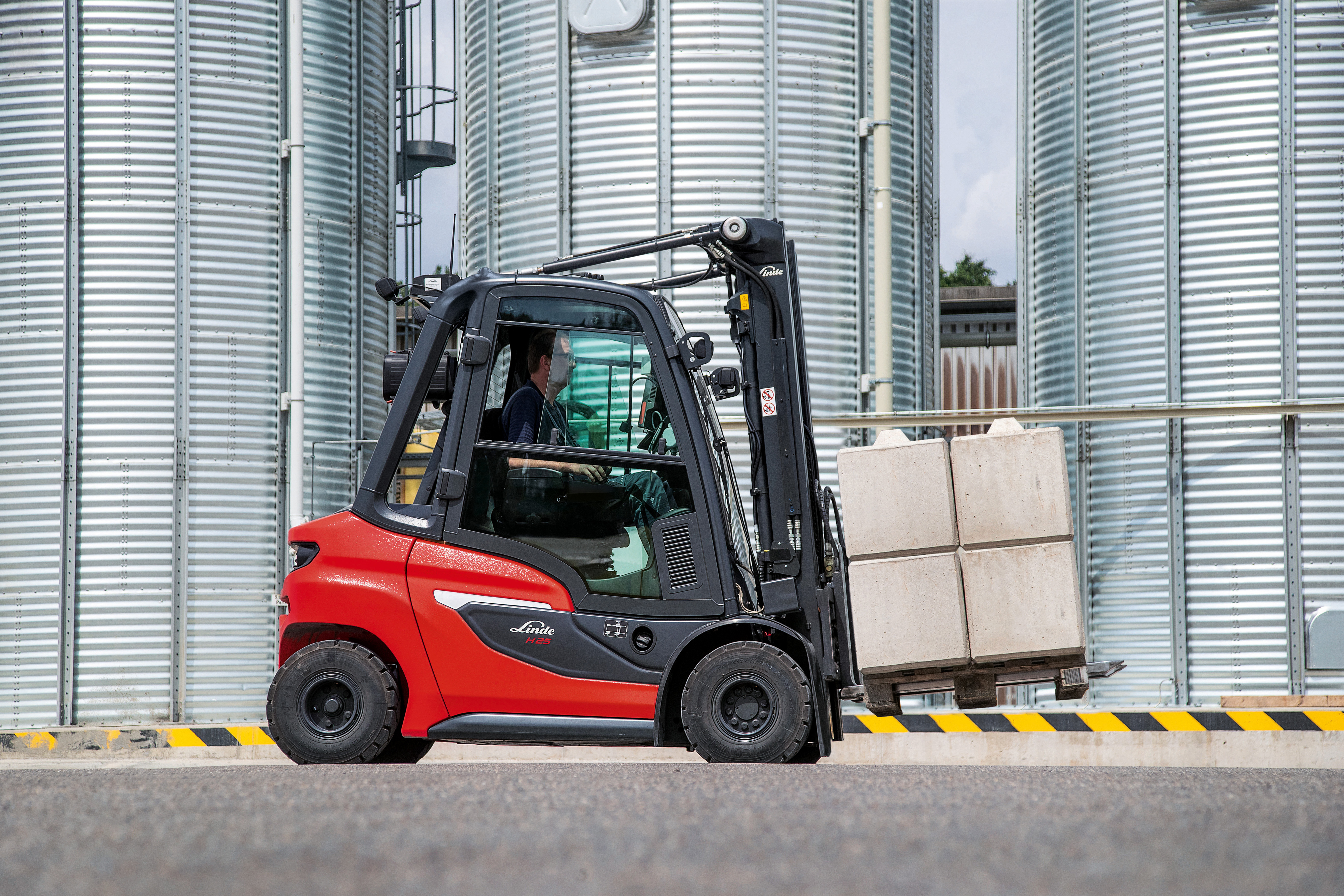
Gabelstapler Linde H25

1904 gründeten Hugo Güldner, Carl von Linde und Georg von Krauss in München die Güldner-Motoren-Gesellschaft, die 1907 nach Aschaffenburg umzog. Im Jahr 1929 kaufte Linde’s Eismaschinen Aktiengesellschaft alle Anteile an der Gesellschaft auf und strukturierte das Unternehmen nach und nach um. Die wichtigsten Produkte waren damals Motoren und Ackerschlepper.
In den 1950er-Jahren geriet das Unternehmen in die roten Zahlen, schaffte aber mit der Erfindung des stufenlosen hydrostatischen Getriebes einen Technologiesprung, der langfristigen Erfolg ermöglichte. Die neue Antriebstechnik wurde zunächst im Transportwagen „Güldner-Hydrocar“ verbaut. 1960 folgte ein erster Gabelstapler mit hydrostatischem Antrieb („Hubtrac“).
1969 stellte das Unternehmen die Traktoren-Produktion komplett ein und konzentrierte sich fortan ausschließlich auf die Herstellung und Weiterentwicklung von Gabelstaplern und Flurfördergeräten. Bereits 1971 stellte Linde auf der Hannover Messe einen Stapler mit Elektro-Antrieb vor.
Ab den 1970er-Jahren übernahm Linde mehrere Firmen aus der Branche, so etwa 1977 den US-amerikanischen Flurförderzeugehersteller Baker Material Handling Corporation, 1984 den französischen Staplerhersteller Fenwick und 1989 den britischen Staplerhersteller Lansing Bagnall, den Erfinder des Schubmaststaplers. Seit 1993 ist Linde auch in China mit der Linde-Xiamen Gabelstaplergesellschaft vertreten.
Anfang August 2006 wurde Linde Material Handling, bis dahin ein Unternehmensbereich von Linde, als eigenständige GmbH in die neu gegründete Kion Group ausgegliedert. Zum 1. Januar 2013 wurde die Hydrauliksparte in die rechtlich eigenständige Gesellschaft Linde Hydraulics aus der Linde Material Handling ausgegliedert.
2010 nahm Linde Material Handling Brennstoffzellengeräte in das Sortiment auf. 2014 folgten die ersten Fahrzeuge mit Lithium-Ionen Batterie. Die Antriebstechnik der Linde Elektro-Stapler wird seit 2011 unter dem Label Linde eMotion für Anwendungen wie elektrisch angetriebene Nutzfahrzeuge oder Elektroautos angeboten.
2015 stellte Linde Material Handling die ersten automatisierten Fahrzeuge in Zusammenarbeit mit Balyo und das Flottenmanagementsystem connect: vor.
2017 kaufte Linde Material Handling das Dortmunder Start-up Comnovo, welches sich mit Assistenzsystemen für Industriefahrzeuge befasst. 2021 beteiligte sich das Unternehmen an dem Thüringer Softwarespezialisten ifesca, das Lösungen für optimales Energiemanagement entwickelt. 2024 kaufte Linde die Pelzer Fördertechnik GmbH von Royal Reesink ab durch die Akquise der restlichen Gesellschaftsanteile. Damit erhoffte sich Linde eine Stärkung der Kundenbeziehungen in Nordrhein-Westfalen.

## Standorte
Linde Material Handling hat seinen Sitz in Aschaffenburg und unterhält ein globales Vertriebs- und Servicenetzwerk mit Vertretungen in über 100 Ländern. In Deutschland produziert Linde MH in seinen Werken in Aschaffenburg-Nilkheim, Kahl/Main und Weilbach. Weitere Produktionsstandorte sind die Werke von Fenwick-Linde in Châtellerault (Frankreich), Kion North America in Summerville (South Carolina, USA), Linde-Xiamen in Xiamen (China), Linde Pohony in Ceský Krumlov und Stříbro (Tschechien) sowie in Kolbaskowo (Polen). Ein Aufbereitungszentrum für Gebrauchtstapler befindet sich in Velké Bílovice (Tschechien).

## Produkte
Linde Material Handling baut Elektro-Stapler mit einer Traglast von bis zu 8 Tonnen sowie verbrennungsmotorische Stapler im Traglastbereich von 1,2 bis 8 Tonnen mit hydrostatischem Antrieb. Darüber hinaus bietet das Unternehmen Schwerstapler mit einer maximalen Traglast von 10 bis 18 Tonnen an.
Das Unternehmen produziert Schubmaststapler, Hochregalstapler, kombinierte Hochregal- und Kommissionierstapler, Nieder- und Hochhubwagen, Schlepper, Kommissioniergeräte und Logistikzüge.
Das Unternehmen bietet Automatisierungen, Software für die Lagerverwaltung und Fahrerassistenzsysteme an. In Frankreich werden die Produkte unter der Marke Fenwick vertrieben.

## Kundenservice
Linde Material Handling verfügt über ein internationales Servicenetzwerk und beschäftigt weltweit 8500 Servicetechniker. Der Service umfasst Beratung, Finanzierung, variable Serviceverträge, Flottenmanagement, Gebraucht- und Mietstapler sowie Trainings für Fahrer, Logistikleiter oder Sicherheitsbeauftragte. Über die Linde Akademie werden Schulungen angeboten, zum Beispiel um Fahrlehrer für Flurförderzeuge auszubilden. Linde Material Handling betreibt zum Teil eigene Service- und Vertriebsorganisationen, zum Teil werden die Stapler und Lagertechnikgeräte über Exklusivhändler vertrieben. In Deutschland wird das Produktportfolio von Linde MH ausschließlich über ein Händlernetzwerk angeboten.

## StaplerCup
Seit 2005 richtet Linde Material Handling den StaplerCup aus, einen jährlichen internationalen Wettbewerb für Gabelstaplerfahrer und -fahrerinnen. Ziel der StaplerCups ist es, das Thema Sicherheit im Arbeitsumfeld der Staplerfahrer stärker in den Fokus zu rücken. Mitarbeiter und Mitarbeiterinnen von Linde Material Handling gründeten 2008 außerdem den gemeinnützigen Verein StaplerCup hilft e. V., der Kinder-, Jugend- und Altenhilfe unterstützt. Der Verein führt während des StaplerCups verschiedene Fundraising-Aktionen durch, wie den PromiCup oder die Charity Tombola. 